# Diego Costa (ur. 1999)
Diego Henrique Costa Barbosa (ur. 21 lipca 1999 w Campo Grande) – brazylijski piłkarz występujący na pozycji środkowego obrońcy, od 2019 roku zawodnik São Paulo.